# Гумбольдтовская реформа образования
Гумбольдтовская реформа образования — одна из серии «Больших прусских реформ» начала XIX века. Она была названа по имени прусского министра образования Вильгельма фон Гумбольдта (Wilhelm von Humboldt, 1767—1835).

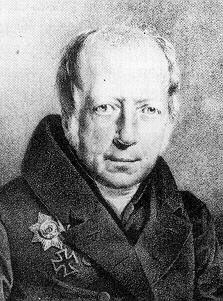
Вильгельм фон Гумбольдт

## Предыстория
В Пруссии всеобщее школьное образование было введено в 1717 году, но оно было только на бумаге. Государство школами практически не занималось, не выделяло денег ни на их постройку, ни на содержание, ни на зарплату учителей. Это было делом либо городских магистратов, либо помещиков, либо деревенских общин. В то время не было ни министерства образования, ни школьных учебных планов, ни единых учебников, ни единых экзаменов, ни аттестатов. Из детей в школу ходили очень немногие. Учителями в сельских школах — то есть в большинстве всех школ — были часто местные ремесленники или инвалиды войны, которых было некуда пристроить и которые сами едва умели читать.

## Поражение от Наполеона в 1806 году
Такое положение в школах длилось до того, как Пруссия проиграла войну Наполеону. Решающей в ней была битва при немецком городе Йена 14 октября 1806 года. После сокрушительного поражения Пруссия оказалась на грани исчезновения, на неё были наложены огромные контрибуции, у неё отобрали значительную часть земель. Стало понятно, что, для того чтобы справиться с невиданными экономическими проблемами, необходимо принципиально реформировать государство. Главной идеей властей было создание общества свободных образованных людей и либеральной экономики, общее обновление государства и общества, а для этого было необходимо изменить самих людей, их образ мыслей. Для этого нужно было новое образование. Поэтому образование и наука получили центральное место в реформах и были непосредственно связаны с освобождением крестьян (1807) и всеобщей воинской повинностью (1813/14). Можно сказать, что желание справиться с экономическими трудностями повлекло за собой реформы, которые затронули все стороны жизни, и полное преобразование общества.

## Общее про реформу образования
Человек должен был стать самостоятельной личностью, творцом своего мира, автономным, свободным, с полными правами. Воспитание должно воспитывать к самоопределению, не к подстраиванию к традиционному миру. Должно обучать не утилитарным вещам, а пробудить «силы», способность к спонтанности и абстрактному мышлению, так, чтобы человек в непредусмотренной ситуации мог бы выбрать наиболее разумное. Обучение поэтому должно быть в первую очередь не материальным, а формальным; оно не должно подстраиваться под профессию или сословие (Bildung ist nicht Ausbildung), а должно быть «общим». Такую идею проповедовал Фихте, который преподавал в Йене в 1794—1799 гг. К той же идее об обучении самостоятельности пришёл и Песталоцци своим путём. Он стал духовным отцом реформ.
Новым было и то, что образование должно происходить через культуру, опосредованную книгой: впитывание в себя чужого духа и его трудов пробуждает собственный дух и воспитывает его. Это идеал неогуманизма, который появляется в середине 18-го века набирает силу в начале 19-го. Он обращается за помощью для развития личности к древним грекам: римляне ужимали личность, христиане — естественное, а современность (просвещение) стремится только к материальной полезности. Греки же воплощают идеал разностороннего развития. Через Гумбольдта обучение греческому принимает новое значение: язык — это главная форма человеческого познания мира. Аналитическое познание такого развитого языка поднимает собственную языковую компетенцию. Главное не в том, что, а как думали греки. Почитание их приняло почти религиозный характер. Университеты и гимназии стали подобием храмов, философы и филологи — в некотором роде священниками. «Религия грецизма» вытесняет старую — крест и грех, спасение и потусторонний мир — и заменяет их на веру в этот мир, в достоинство, в красоту и совершенство человека.
Новая идея образования была направлена на новое общество и против старого мира сословий и аристократии: не рождение, а талант и способности должны определять социальное положение человека. Для этого образование было единственным показателем квалификации, истинным и новым сертификатом благородности (Adelsprädikat), и греческое было новым отличительным знаком гражданской знатности против французской культуры королевского двора и дворян.
Другой целью этой реформы было реализовать государственный суверенитет внутри страны: бесконечное множество локальных, феодальных и корпоративных школ сделать либо государственными, либо поставить под государственный контроль их организацию и финансы, программу обучения и выпускную квалификацию учеников, сам учебный персонал. Разношёрстная куча должна была превратиться в единую школьную систему. К этому относился и надзор за школами, который теперь интерпретировался как государственное поручение священникам. Из-за того, что государство может это поручить и кому-то другому, разгорится спор при культурной борьбе в 1872 г.
Для претворения в жизнь этих идеалов и целей на самые высокие посты были назначены Гумбольдт, Зюверн (Johann Wilhelm Süvern) и Николовиус (Georg Heinrich Ludwig Nicolovius). Шлейермахер стал ведущим консультантом. Он знаменит своим переводом трудов Платона, который до сих пор в Германии считается стандартным.

### В чём заключалась реформа
Реформа заключалась конкретно в следующем:
- государство решило различать элементарное и среднее образование, поэтому школы были поделены на народные школы (Volksschule) и гимназии[1]. Масса промежуточных форм должна была исчезнуть: они считались неквалифицированными и слишком ориентированными на практику и полезность. Они противоречили новой чёткой школьной системе;
- были введены экзамены в конце обучения. Первый абитур (выпускной экзамен высокого уровня в немецких школах) современного типа появился в 1812 году. До этого экзамен-абитур был введён в некоторых городских школах в 1788 году[2]. Но он был значительно менее сложным, и ученики, не сдавшие его, всё равно могли учиться в университетах;
- были введены учебные планы;
- гимназия была реформирована на основе новогуманистской программы. Старые латинские школы, в которых господствовали зубрёжка и палка, в которых не было выпускных экзаменов, находившиеся финансово в непонятном состоянии, либо упразднялись, либо реорганизовывались. Вместо 60 латинских школ, бывших в провинции Восточная Пруссия до реформ, в 1812 году осталось только 12 гимназий, а вместо примерно 400 латинских школ 1750 года во всей Пруссии 1812 года, выросшей с тех пор почти в два раза (Силезские войны и разделы Польши), насчитывается 91 гимназия, при этом они консолидируются организационно и финансово. В 1810 вводится госэкзамен для учителей гимназий. Теперь государство решает, пригоден ли кто на должность или нет;
- была развёрнута большая сеть народных школ, что позволило ввести всеобщее обязательное школьное образование; в народных школах обучение строилось по методам Песталоцци. Хотя реформы низшего образования и не были тогда полностью претворены в жизнь (реформы заглохли в 1813-м после изгнания Наполеона), направление было задано и изменения начались[3];
- также было введено обязательное специальное образование для учителей народных школ, они становятся новым профессиональным классом. «Хотя уже и до этого существовали отдельные педагогические семинарии[4], в основном в связи с латинскими школами <…>, но они стали самостоятельными учреждениями лишь в конце 1820-х. В 1825 году в Пруссии существовало 28 семинарий, из которых только 14 были основаны до 1806-го. До 1840-го число семинарий выросло до 38. <…> Важным было, что их выпускники могли занять только освободившиеся места учителей, замена ими старых неучёных педагогов как не была предусмотрена, так и не была возможна. Таким образом в Пруссии ещё в 1830 г более половины учителей были без семинарского образования»[5]. Но дело с образованием учителей приняло неожиданный поворот. Начато оно было во время больших реформ (1807—1813). Но после того как Наполеона прогнали, наступила эпоха реставрации. Создание самостоятельно мыслящих людей перестало быть ценностью. А семинарии продолжали готовить хорошо квалифицированных учителей, которые учили детей намного большему, чем предусматривал учебный план: они учили их самостоятельно мыслить, не следовать предрассудкам и смотреть открытыми глазами на происходящее. Именно то, чего стремились достичь реформаторы. Но теперь это стало нежелательным. Помещики стали возмущаться, что их крестьяне теперь слишком умные и ставят претензии, им такие не нужны. А после революции 1848 г король собрал учителей и открыто обвинил их, что она — их рук дело, и ничьё больше. В Пруссии, как и в прочих немецких государствах, после революции началась эпоха реакции. Было решено исправить учителей, а то они были «сверхобразованы» (übergebildet). В 1854 были изданы специальные «Регулятивы», которые сильно ограничивали образование учителей. Ценностью стало не общегуманистическое образование школьников, а традиционный, ограниченный образ мыслей и верность установленным авторитетам[6].
- было создано министерство образования, сперва как отделение внутри министерства внутренних дел, а с 1817-го как отдельное министерство;

В ходе войны с Наполеоном Пруссия потеряла территорию, где находился её главный университет — в городе Халле (Halle). Удивительно, что разбитое, потерявшее половину своих земель, финансово обескровленное государство, которому надо было хотя бы просто выжить, начало не только реорганизовывать финансы, армию и госаппарат, сельскую и городскую жизнь, но и основало новый университет. Король объявил: «Государство должно заместить духовной силой то, что оно потеряло в физической». Открытый в 1810 году в Берлине новый университет (с 1949 получил название Гумбольдтовского университета), основанный на реформированных принципах и современном бескорыстном подходе к науке, стал ведущим в Германии.